# Ross the Boss
Ross the Boss (né le 3 janvier 1954 dans l'arrondissement du Bronx à New York), de son vrai nom Ross Friedman, fut le guitariste originel du groupe de heavy metal Manowar, depuis sa formation en 1980 jusqu'en 1988.

## Biographie

### Enfance et débuts musicaux
Ross Friedman grandit à New York, où il apprend le piano et le violon, pour finalement trouver sa voie à la guitare électrique.

### The Dictators
En 1973, alors qu'il joue avec son groupe dans une soirée privée, il fait la rencontre de Andy Shernoff avec lequel, peu après, il décide de monter un groupe, qui sera ensuite connu sous le nom de The Dictators. Ce sera le premier groupe de punk-rock à décrocher un contrat discographique. The Dictators sont toujours actifs.

### Shakin' Street
Alors qu'en 1979 il est à la recherche d'un groupe, Sandy Pearlman, producteur du Blue Öyster Cult, l'invite à aller auditionner avec le groupe français Shakin' Street. Il sera engagé, vivra un an à Paris, enregistrera un album studio avec le groupe, au sein duquel il participera aussi aux tournées.

### Manowar
Alors que Shakin' Street fait l'ouverture d'un concert de Black Sabbath et Blue Öyster Cult en 1980, Ronnie James Dio présente Ross The Boss au technicien des basses de Black Sabbath, Joey DeMaio. Réalisant qu'ils avaient la même vision de ce que devrait être un groupe de heavy metal, ils fondent ensemble Manowar, qu'ils étiquettent "true metal". S'ensuivra une collaboration au groupe de six albums sur une période de huit années, Ross The Boss quittant Manowar en 1988.

### Après Manowar
Il fait une pause dans sa carrière à compter de 1991, après la naissance de son fils. Il participe ensuite, en 2006, à un album de The Brain Surgeons, où Albert Bouchard, batteur du Blue Öyster Cult, chante et tient la batterie.
À compter de 2008, Ross The Boss commence une carrière solo, toujours dans le registre du true metal.

## Équipement
Ross The Boss joue principalement sur des guitares Grosmann et utilise des amplificateurs ENGL.

## Discographie

### The Dictators
- 1975 : The Dictators Go Girl Crazy
- 1977 : Manifest Destiny
- 1978 : Bloodbrothers
- 1981 : Fuck 'Em If They Can't Take a Joke
- 1998 : The Dictators Live, New York, New York
- 2001 : D.F.F.D.
- 2005 : Viva Dictators

### Shakin' Street
- 1980 : Shakin' Street
- 1981 : Live and Raw
- 2009 : 21st Century Love Channel

### Manowar
- 1982 : Battle Hymns
- 1983 : Into Glory Ride
- 1984 : Hail to England
- 1984 : Sign of the Hammer
- 1987 : Fighting the World
- 1988 : Kings of Metal

### The Brain Surgeons
- 2006 : Denial of Death

### Ross the Boss
- 2008 : New Metal Leader
- 2010 : Hailstorm
- 2018 : By Blood Sworn